# 카리베르투스 2세

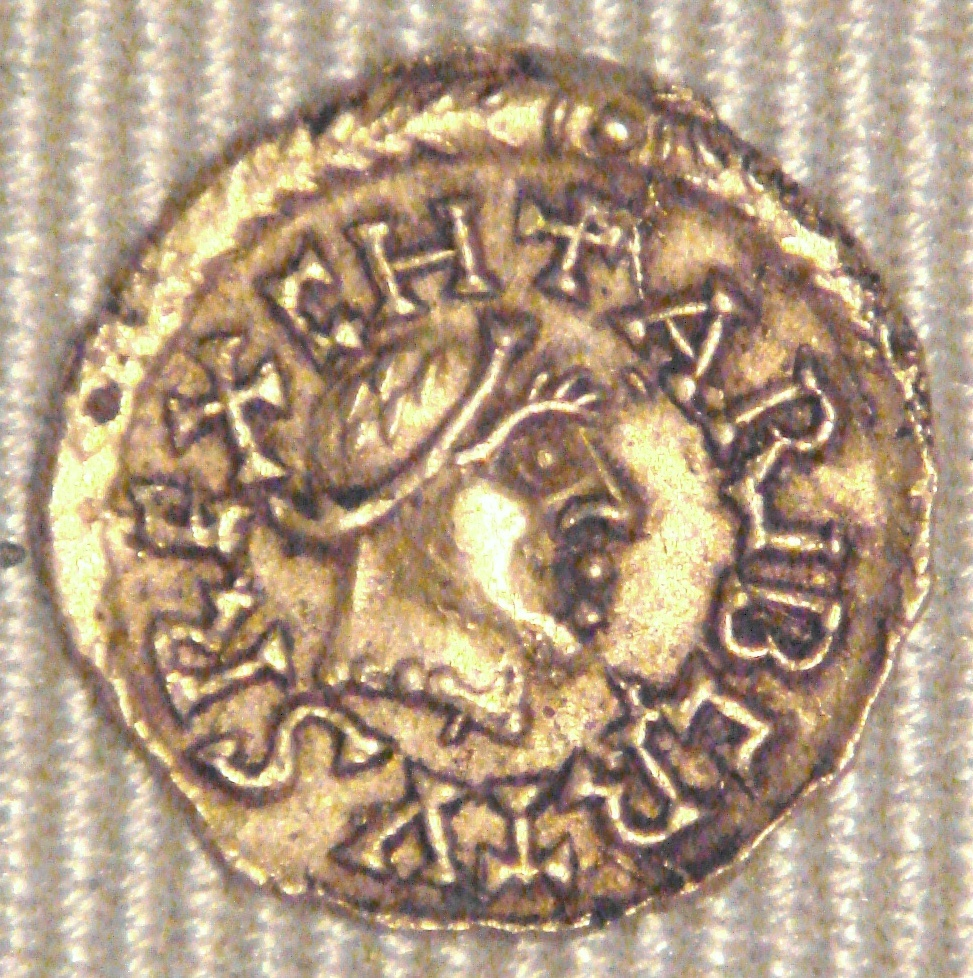
하리베르트 2세의 초상과 이름을 새겨 넣은 주화

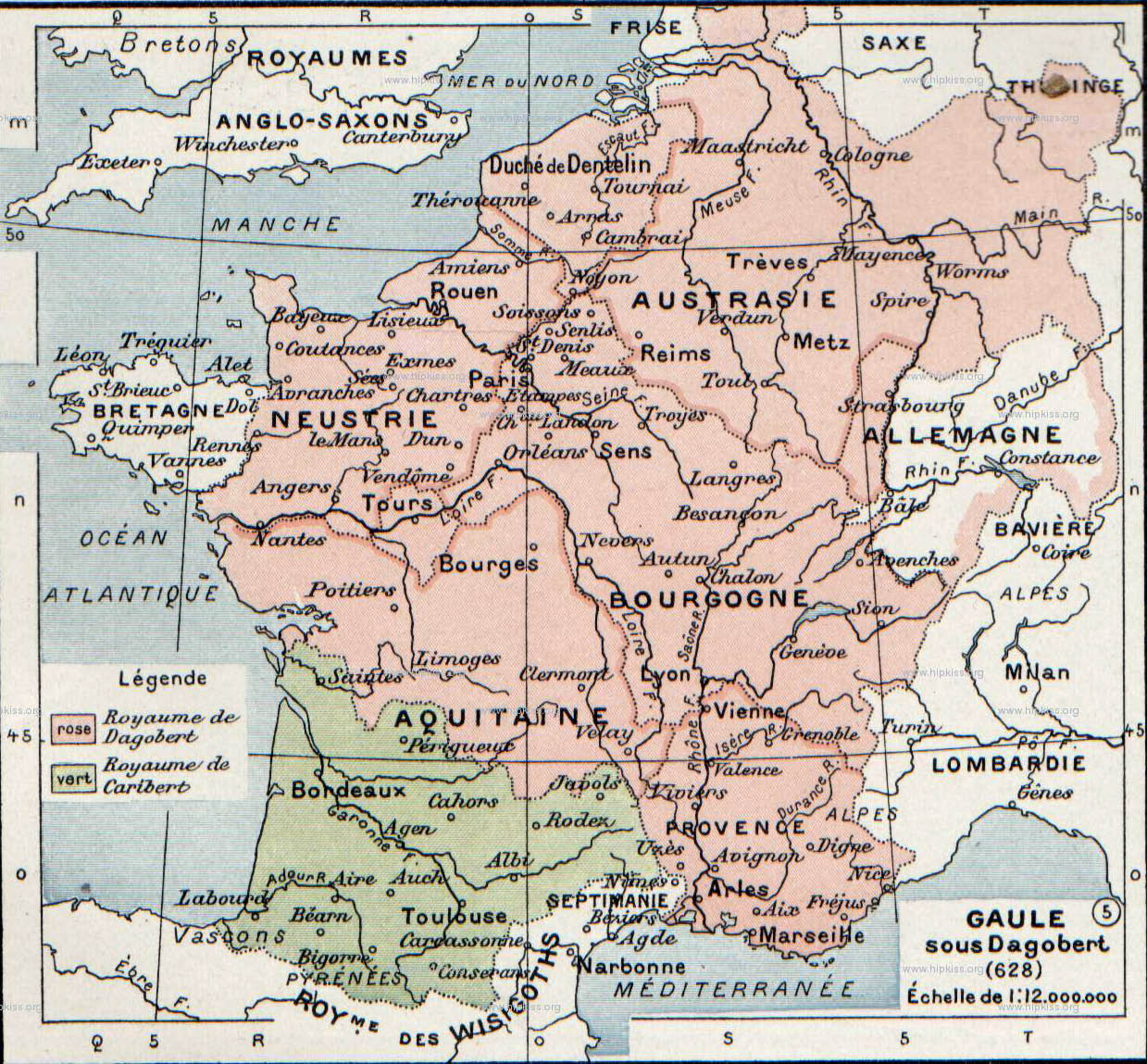
녹색 지역이 하리베르트 2세의 왕국

하리베르트 2세(Charibert II, ? - 632년) 또는 카리베르트 2세는 메로빙거 왕조의 아키텐의 왕으로 프랑크 왕 클로타르 2세의 아들이자, 다고베르트 1세의 이복동생이었다. 632년 바스크족의 침략 때 암살당하였다.
629년 부왕 클로타르 2세 혹은 이복 형 다고베르트에 의해 아키텐 왕에 임명되었다. 그러나 632년 바스크족의 침략 때 살해되었다.

## 같이 보기
- 아키텐
- 에우도
- 보기스